# Bataille de Pleasant Hill
Guerre de Sécession
Batailles
Campagne de la Red River
- Fort De Russy
- Mansfield
- Pleasant Hill
- Blair's Landing
- Monett's Ferry
- Mansura
- Yellow Bayou

La bataille de Pleasant Hill, Louisiane (9 avril 1864), fait partie de la campagne de la Red River pendant la guerre de Sécession, lorsque les forces de l'Union tentent d'occuper la capitale de l'État Shreveport.
La bataille est essentiellement la continuation de la bataille de Mansfield (8 avril 1864), une victoire confédérée, qui a entraîné l'envoi par le commandant de l'Union Nathaniel Banks de ses wagons, avec la plupart de son artillerie, en aval de la rivière pour retraiter. Néanmoins, les deux camps ont été renforcés pendant la nuit, et quand le commandant confédéré, le major général Richard Taylor, lance un assaut contre la ligne de l'Union, il est repoussé, bien que les pertes soient élevées. Cela conduit l'armée de l'Union démoralisée à retraiter le lendemain. Pour cette raison, le résultat de la bataille, techniquement une victoire de l'Union, a été discuté par les historiens.

## Contexte
Après le succès des confédérés à la bataille de Mansfield, le 8 avril 1864, les forces de l'Union retraitent pendant la nuit et le lendemain matin prennent position sur Pleasant Hill. La route de Mansfield jusqu'à Pleasant Hill est « jonchée de wagons brûlant, de sac à dos abandonnés, d'armes et d'ustensiles de cuisine. Les retardataires fédéraux et les blessés se comptent par centaines et rapidement rassemblés et envoyés vers l'arrière », explique l'historien John D. Winters (en) de l'université technologique de Louisiane dans son livre « The Civil War in Louisiana ».
La bataille de Mansfield prend place à quatre kilomètres huit cents (trois miles) au sud-est de la ville de Mansfield à Sabine Cross Roads. Pleasant Hill est situé à vingt-six kilomètres (seize miles) au sud-est de Sabine Cross Roads. Les renforts confédérés sont arrivés tard le 8 avril 1864 - la division de l'Arkansas de Churchill arrive à Mansfield à 15 heures 30 et la division du Missouri de Parsons (forte de 2 200 hommes) arrive à Mansfield à 18 heures. Aucune de ces divisions ne participe à la bataille de Mansfield - néanmoins, les deux joueront un rôle majeur lors de la bataille de Pleasant Hill.
Du côté de l'Union, les renforts arrivent aussi, lorsque le major général Andrew J. Smith, commandant les détachements des XVI et XVII corps, arrive de Grand Ecore tard le 8 avril 1864, vers la tombée de la nuit, et met le camp à environ trois kilomètres deux cents (deux miles) de Pleasant Hill.
Le matin du 9 avril 1864, Franklin ordonne au train de bagages de partir pour Grand Ecore. Il quitte Pleasant Hill à onze du matin, et comprend beaucoup de pièces d'artillerie. La plupart de la cavalerie de Franklin, commandée par le brigadier général Albert Lindley Lee, et le XIIIe corps part avec lui. Cela comprend le Corps d'Afrique commandé par le colonel William H. Dickey (blessé le 8 avril 1864) et le détachement du XII corps du brigadier général Thomas E. G. Ransom (en), maintenant sous les ordres du brigadier général Robert A. Cameron - Ransom est aussi blessé le 8 avril 1864. Le train de bagages progresse lentement et est encore à quelques kilomètres de Pleasant Hill quand le combat principal commence plus tard sans la journée. Le brigadier général Charles P. Stone, chef d'état-major, tente de trouver Cameron pour le faire revenir à Pleasant Hill pendant la journée, mais n'y parvient pas - il a déclaré qu'il n'avait jamais reçu d'ordre écrit de revenir. Banks se semble pas être parfaitement informé des ordres exacts que Cameron a reçus de Franklin.
L'Union perd 18 pièces d'artillerie à la bataille de Mansfield. Elles sont retournées contre les forces de l'Union le lendemain à Pleasant Hill. Le brigadier général confédéré Jean Jacques Alexandre Alfred Mouton est tué pendant la bataille de Mansfield le 8 avril 1864 ; le brigadier général Camille J. de Polignac commande les forces de Mouton à Pleasant Hill. Le commandant confédéré du département du trans-Mississippi, le lieutenant général Edmund Kirby Smith, qui est à Shreveport, reçoit un courrier de Taylor à quatre heures du matin le 9 avril 1864. Il l'informe de la bataille de Mansfield. Smith chevauche alors sur soixante-douze kilomètres (quarante cinq miles) jusqu'à Pleasant Hill, mais n'arrive pas à temps pour la bataille - arrivant vers la tombée de la nuit.

## Description du champ de bataille

Champ de bataille de Pleasant Hill. Levé et dessin par le lieutenant S. E. McGregory sur ordre du commandant D. C. Houston, chef des ingénieurs, D.O.G. [Département du Golfe].

En 1864, Pleasant Hill est un petit village, situé à environ trois kilomètres deux cents (deux miles) au nord du village actuel de Pleasant Hill - un nouveau village s'est élevé plus tard à proximité (plus proche de la voie ferrée) et a pris le même nom, après l'abandon de l'ancien village. Le site du vieux village est aujourd'hui appelé la « vieille ville » ou le « vieux Pleasant Hill ». Le Dr Harris H. Beecher, chirurgien-adjoint, 114th New York Volunteer Infantry Regiment, présent à la bataille, décrit le village de Pleasant Hill comme : « une ville d'environ douze ou quinze maisons, située dans une clairière dans les bois, étendue sur un kilomètre six cents (un mile) ou presque, est juste au dessus du niveau général du pays avoisinant. »
En 1864, la région dans cette partie de la Louisiane est constitué pour la plus grande part par des pins forestiers et des chênes nains. Selon Banks, « La route la plus courte et la seule praticable de Natchitoches jusqu'à Shreveport la route qui passe par Pleasant Hill et Mansfield (distance de cent soixante kilomètres), au travers d'un pays aride et sableux, avec moins d'eau et moins de fourrage, la plus grande partie dans une forêt ininterrompue de pins ».
Un journal décrit Pleasant Hill comme « un petit village situé sur une petite crête, contenant en temps de paix environ 300 habitants ». Il précise plus loin que, « Le champ de bataille de Pleasant Hill... est un grand champ à découvert, qui a été un jour cultivé, mais qui est maintenant recouvert de mauvaises herbes et de buissons. Le centre du champ légèrement en hauteur, dont le nom de Pleasant Hill est tiré, est rien de plus qu'une longue butte, qu'on ne peut que difficilement appeler colline. Une ceinture demi-circulaire de rondins court autour du champ du côté de Shreveport ».
L'historien John Winters décrit Pleasant Hill comme une « pinède estivale composée d'une douzaine ou plus de maisons regroupées le long d'un tertre dégagé, qui offre à Banks beaucoup d'avantages en tant que champ de bataille, mais en raison de la grande distance avec la base de ravitaillement d'Alexandria et le manque sérieux d'eau potable pour une armée entière, Banks ne peut pas tenir cette position sur la durée. En une journée, le 9 avril 1864, la plupart de l'eau de pluie stockée dans les citernes est épuisée. Sans prendre de décision définitive sur l'avenir de sa campagne, Banks envoie son train de wagons... sur le chemin vers Grand Ecore... »

## Forces en présence
| Commandants                                                               |
| ------------------------------------------------------------------------- |
| - Maj. Gen. Nathaniel Prentice Banks, USA - Maj. Gen. Richard Taylor, CSA |

| Union | Union                                 | Confédération                                  | Confédération |
| ----- | ------------------------------------- | ---------------------------------------------- | ------------- |
|       | Major général William B. Franklin     | Brigadier général Thomas J. Churchill          |               |
|       | Brigadier général William H. Emory    | Brigadier général James C. Tappan              |               |
|       | Brigadier général James W. McMillan   | Brigadier général Mosby M. Parsons             |               |
|       | Brigadier général William Dwight (en) | Major général John G. Walker                   |               |
|       | Colonel William T. Shaw               | Brigadier général Camille J. de Polignac       |               |
|       | Colonel Lewis Benedict                | Brigadier général William Read Scurry          |               |
|       | Brigadier général Andrew J. Smith     | Brigadier général Thomas J. Green              |               |
|       | Brigadier général Joseph A. Mower     | Brigadier général Hamilton P. Bee              |               |
|       | Colonel William F. Lynch              | Brigadier général Xavier Debray                |               |
|       | Colonel Risdon M. Moore               | Brigadier général Augustus C. Buchel           |               |
|       | Brigadier général Richard Arnold      | Brigadier général James P. Major (en)          |               |
|       | Colonel Thomas J. Lucas               | Brigadier général Thomas Neville Waul          |               |
|       | Colonel Sylvester G. Hill (en)        | Brigadier général Arthur P. Bagby, Jr.         |               |
|       | Colonel Lucius F. Hubbard (en)        | Colonel Robert Dillard Stone                   |               |
|       | Capitaine George T. Hebard            | Colonel Horace Randal                          |               |
|       | Colonel Francis Fessenden             | Colonel Henry Gray (en)                        |               |
|       |                                       | Colonel S. P. Burns                            |               |
|       |                                       | Colonel H. L. Grinstead                        |               |
|       |                                       | Colonel Lucien C. Gause (en)                   |               |
|       |                                       | Brigadier général John Bullock Clark, Jr. (en) |               |

## Bataille
Selon le rapport de la bataille du major général Nathaniel P. Bank, « L'ennemi a commencé à reconnaître la nouvelle position que nous avions pris à 11 heures du matin le 9 et dès 13 ou 14 heures a ouvert un feu vif de tirailleurs, qui a été maintenu par intervalles pendant l'après-midi. »
À 17 heures, les forces confédérées lancent leur attaque, chargeant toute la ligne de l'Union. L'attaque de Walker et de Mouton sur la droite de l'Union a peu de succès - la droite de l'Union, en grande partie, tient son terrain. Cependant, dans l'ensemble, cette charge initiale des confédérés est grandement fructueuse et beaucoup de position sur la gauche de l'Union et au centre sont emportées par les forces de Churchill et de Parson, et les positions de l'Union sont repoussées. Néanmoins, le camp de l'Union réussit à contenir l'avance et regagne le terrain sur la gauche et au centre avant de sortir les confédéré du champ. La bataille féroce dure environ deux heures. Les pertes sont lourdes des deux côtés. Le 32nd Iowa Infantry (en) a subi des pertes particulièrement lourdes, alors qu'il est coupé du reste des forces de l'Union au cours de la bataille.
Le brigadier général confédéré Hamilton P. Bee, avec deux régiments en colonne par quatre descend rapidement la route de Pleasant Hill vers les lignes de l'ennemi. Les confédérés sont soudainement attaqués à bout portant pars des fédéraux cachés derrière une palissade. Winters décrit la scène ainsi : « Les hommes tombaient de leur selle, les chevaux blessés criaient à l'agonie, et pendant un instant on était à Pendemonium. Les hommes de Bee se mirent temporairement à l'abri... dans une série de petites ravines parsemées de pins jusqu'à ce qu'ils soient remis du choc de l'attaque inattendue. Bee rallia ses hommes mais ce faisant a eu deux chevaux tués sous lui. Le colonel [Xavier B.] Debray a été blessé lorsqu'il est tombé de sa selle de son cheval mort... Debray fut capable de retirer ses hommes vers l'arrière, laissant cependant environ un tiers d'entre eux morts ou blessés sur le front. »
Banks et son armée commence sa retraite de Pleasant Hill à une heure du matin le 10 avril 1864 (juste quelques heures après la fin de la bataille).

## Conséquences
Selon le brigadier général Hamilton P. Bee, écrivant de son quartier général à Pleasant Hill le 10 avril 1864, qu'il est en possession du champ de bataille de Pleasant Hill aux premières lueurs de la matinée du 10 avril et il écrit que, « La journée a été passée à enterrer les morts des deux armées et à prendre soin des blessés fédéraux, nos propres blessés ayant été soignés la nuit précédente. »
Un certain nombre de soldats de l'Union ont été capturés lors de la bataille (et beaucoup plus à la bataille de Mansfield), et ont été envoyés au camp Ford (en), un camp confédéré de prisonniers de guerre, près de Tyler, Texas. La plupart sont retenus prisonniers l'année suivante, et ne sont libérés qu'après un échange général de prisonniers qui n'intervient que vers la fin de la guerre - un petit nombre, néanmoins, ont été libérés à une date antérieure.
Après la bataille de Pleasant Hill, Banks et ses forces de l'Union retraitent vers Grand Ecore et il abandonne son projet de capture de Shreveport, alors capitale de l'État de Louisiane. Quelques blessés, peut-être une trentaine en provenance de Pleasant Hill et de Mansfield, sont emmenés à Minden pour recevoir des soins. Ceux qui sont morts des suites de leurs blessures sont enterrés dans pierre tombale dans le cimetière historique de Minden (en). Ils sont finalement reconnus avec des pierres tombales érigées le 25 mars 2008 par les fils des vétérans confédérés (en).
L'échec décisif de la campagne de la Red River est l'une des rares nouvelles exaltantes pour la Confédération de cette sombre année. Malgré la perte de ressources (dont l'apprécié et polyvalent brigadier général Tom Green, qui est tué le 12 avril 1864), l'échec de cette offensive aide à prolonger la guerre en retenant des ressources de l'Union en dehors des autres fronts.